# فرانك كوينتيرو
فرانك كوينتيرو (بالإسبانية: Frank Quintero) هو موسيقي وملحن فنزويلي، ولد في 27 نوفمبر 1952.

## روابط خارجية
- فرانك كوينتيرو على موقع IMDb (الإنجليزية)